# 1267
| 1267               |
| ------------------ |
| Dødsfald - Fødsler |
| • Begivenheder     |

| Gregoriansk kalender | 1267 MCCLXVII           |
| Ab urbe condita      | 2020                    |
| Armensk kalender     | 716 ԹՎ ՉԺԶ              |
| Kinesiske kalender   | 3963 – 3964 丙寅 – 丁卯 |
| Etiopisk kalender    | 1259 – 1260             |
| Jødisk kalender      | 5027 – 5028             |
| Hindukalendere       |                         |
| - Vikram Samvat      | 1322 – 1323             |
| - Shaka Samvat       | 1189 – 1190             |
| - Kali Yuga          | 4368 – 4369             |
| Iransk kalender      | 645 – 646               |
| Islamisk kalender    | 665 – 666               |

Konge i Danmark: Erik Klipping 1259-1286
Se også 1267 (tal)

## Begivenheder
- Med underskrivelsen af Montgomerytraktaten anerkender Henrik 3. af England Llywelyn ap Gruffudd som fyrste af Wales